# Artaxerxés I.
Artaxerxés I. Makrocheir (řecky Ἀρταξέρξης, staropersky Artachšaçá – 𐎠𐎼𐎫𐎧𐏁𐏂𐎠, novopersky Ardašír [اردشیر یکم‎]) byl perský velkokrál z rodu Achaimenovců vládnoucí v letech 465–424 př. n. l. Jeho otcem byl král Xerxés I., jeden z hlavních aktérů řecko-perských válek, dědem Dareios I., syn knížete Hystaspa. Artaxerxův přídomek Μακρόχειρ, užívaný v řeckých pramenech, znamená „Dlouhoruký“. Jsou o něm zmínky v biblických knihách Ezdráše a Nehemjáše, v hebrejském textu אַרְתַּחְשַׁסְתְּא, Artachšaste.

## Počátky
Na trůn se Artaxerxés dostal po zavraždění Xerxa I. velitelem gardy Artabanem a následném odstranění prince Dareia, nejstaršího královského syna. Artabanos, který jevil snahu sám se stát králem, byl novým panovníkem usmrcen.

## Vláda
Již krátce po změně vlády propuklo roku 463 př. n. l. povstání v Baktrii a brzy na to i v Egyptě, kde ho vedl princ Inaros. Do posledně jmenovaného konfliktu se čile vměšoval Athénský námořní spolek v čele s Kimónem, který v této době dosáhl vrcholu své moci. Egyptští vzbouřenci byli zpočátku úspěšní (porazili perského místodržitele v oblasti a oblehli Memfidu), ale nakonec si Artaxerxův vojevůdce Megabyzos odbojnou provincii roku 454 př. n. l. opět podrobil. Přitom utrpěla značné ztráty athénská expediční flotila (snad až 50 lodí).
V příštích letech následovaly další boje s Řeky, vedené se střídavým štěstím, až byl podle antických pramenů v letech 449/448 př. n. l. uzavřen tzv. Kalliův mír (jeho historicita je ovšem sporná). Artaxerxés údajně uznal nezávislost maloasijských řeckých obcí, zatímco Řekové akceptovali perské panství v Egyptě a na Kypru. Po vypuknutí peloponéské války mezi Spartou a Athénami usilovaly obě strany o podporu Peršanů, tomu však zabránila králova smrt.
Za Artaxerxa pokračovala výstavba palácového komplexu v Persepoli, třebaže ne takovým tempem jako za předchozích vladařů. Hrobku si dal král patrně zřídit v Nakš-e Rustamu, nápisově to ale doložit nelze. Artaxerxés I. po sobě zanechal legitimního syna Xerxa a velké množství levobočků, z nichž dva – Sogdianos a Óchos – dosedli později na perský trůn. Pokud jde o osobní vlastnosti, byl král poměrně velkorysý, poskytl kupříkladu azyl Themistoklovi, vítězi od Salamíny.